# 다니에우 페르난드스
다니에우 페르난드스(Daniel Fernandes)는 캐나다에서 태어난 포르투갈의 축구 선수이다. 골키퍼로 활동하고 있는 그의 본명은 다니에우 마르시우 페르난드스(Daniel Márcio Fernandes)이다. 2010년 남아공 월드컵 당시 활동하기도 했다.